# Erzsébet híd
Le pont Élisabeth (en hongrois, Erzsébet híd) est un pont suspendu de Budapest au-dessus du Danube.

## Situation
Le pont franchit le Danube entre Buda et Pest, à hauteur du mont Gellert et relie le quartier de Tabán, dans le 1er arrondissement, au quartier de Belváros, dans le 5e arrondissement. Prolongeant l'axe formé par les avenues Rákóczi et Kossuth, il constitue une infrastructure presque entièrement destinée à la circulation automobile, permettant notamment une traversée rapide entre l'est et l'ouest de la ville.

## Histoire
Le pont mince, constitué de câble blanc, a été construit à cet emplacement où le Danube est moins large entre 1961-1964, car le gouvernement n'avait pas les moyens de construire entièrement de nouvelles fondations pour un nouveau pont. Les câbles du longeron principal du pont sont hexagonaux en coupe transversale, composée de milliers de fils d'acier primaire de sept diamètres différents, en partie parce que les premiers ordinateurs ont été incapables de fournir la solution pour un lot de section circulaire du câble principal. 
La conception originale, conçue par Pál Sávoly, était une première en Europe centrale et non pas sans faiblesses. La circulation du tramway a dû être arrêtée et les lourdes pistes qu'elle nécessitait ont dû être retirées du pont en 1973, après que des signes de fissures soient apparues dans la structure. 
L'éclairage spécial du Erzsébet híd a été créé par le célèbre designer japonais d'éclairage Motoko Ishii et le Japon a contribué à hauteur de 120 millions de forints (450.000 euros) pour soutenir le coût des travaux. Le conseil municipal de Budapest a, pour sa part, payé 150 millions de forints pour le projet. 
C'est sous le pont que se jette l'Ördög-árok dans le Danube.
En mai 2002, le pont est bloqué pendant deux jours par des manifestants qui soutiennent Viktor Orbán, dont ils ne reconnaissent pas la défaite aux élections législatives. Finalement délogés par la police, ils exigeaient le recomptage des voix en échange de leur départ,. 